# Маляру, Василики
Васили́ки Маляру́ (греч. Βασιλική Μαλλιαρού; 16 октября 1883, Афины, Греция — 9 февраля 1973, Бронкс, Нью-Йорк) — американская актриса.

## Биография
Василики Маляру родилась 16 октября 1883 года в Афинах (Греция).
В 1972 году Василики была обнаружена режиссёром Уильямом Фридкиным в нью-йоркском ресторане греческой кухни. Фридкин предложил ей роль Мэри Каррас в своём фильме «Изгоняющий дьявола». Маляру, ранее не имевшая актёрского опыта, согласилась на съёмки. Фильм вышел в прокат 26 декабря 1973 года — через 10 месяцев после её смерти 9 февраля 1973 года в Бронксе (штат Нью-Йорк, США) в возрасте 89 лет.

## Фильмография
| Год  |   | Русское название   | Оригинальное название | Роль        |
| ---- | - | ------------------ | --------------------- | ----------- |
| 1973 | ф | Изгоняющий дьявола | The Exorcist          | Мэри Каррас |